# Jenkintown
Jenkintown è un comune (borough) degli Stati Uniti d'America, situato nello stato della Pennsylvania, nella contea di Montgomery.

## Cultura
A Jenkintown è ambientata la serie tv The Goldbergs.